# توم بروسيوس
توم بروسيوس (بالإنجليزية: Tom Brosius)‏ هو منافس ألعاب قوى أمريكي، ولد في 16 ديسمبر 1949، وتوفي في 11 يناير 2019.